# Ilona Kramen
Ilona Eduardauna Kramen (belarussisch Ілона Эдуардаўна Крамень, englisch Ilona Kremen; * 18. Januar 1994 in Minsk) ist eine belarussische Tennisspielerin.

## Karriere
Kramen gewann bislang vier Einzel- und 29 Doppeltitel auf dem ITF Women’s Circuit. Ihre besten Weltranglistenpositionen erreichte sie mit Rang 201 im Einzel und Platz 157 im Doppel.
Im Jahr 2013 debütierte sie in der belarussischen Fed-Cup-Mannschaft, für die sie bislang sieben Partien (vier Siege) spielte.
Ihr bislang letztes internationale Turnier spielte Kramen im November 2019. Sie wird daher nicht mehr in der Weltrangliste geführt.

## Turniersiege

### Einzel
| Nr. | Datum            | Turnier | Kategorie   | Belag   | Finalgegnerin           | Ergebnis        |
| --- | ---------------- | ------- | ----------- | ------- | ----------------------- | --------------- |
| 1.  | 6. August 2011   | Wien    | ITF $10.000 | Sand    | Kateřina Vaňková        | 6:1, 6:1        |
| 2.  | 3. Dezember 2011 | Antalya | ITF $10.000 | Sand    | Ksenija Mileuskaja      | 7:66, 6:74, 6:1 |
| 3.  | 9. Juni 2013     | Ağrı    | ITF $25.000 | Teppich | Ana Veselinović         | 6:4, 6:4        |
| 4.  | 20. August 2016  | Charkiw | ITF $10.000 | Sand    | Anastassija Fedorischyn | 6:1, 7:5        |

### Doppel
| Nr. | Datum              | Turnier          | Kategorie   | Belag             | Partnerin               | Finalgegnerinnen                                  | Ergebnis           |
| --- | ------------------ | ---------------- | ----------- | ----------------- | ----------------------- | ------------------------------------------------- | ------------------ |
| 1.  | 26. März 2011      | Antalya          | ITF $10.000 | Sand              | Demi Schuurs            | Martina Gledatschewa Isabella Schinikowa          | 3:6, 7:63, [10:8]  |
| 2.  | 12. August 2011    | Innsbruck        | ITF $10.000 | Sand              | Wiktorija Kan           | Patricia Haas Veronika Sepp                       | 2:6, 6:3, [10:5]   |
| 3.  | 27. August 2011    | Pörtschach       | ITF $10.000 | Sand              | Wiktorija Kan           | Pia König Yvonne Neuwirth                         | 6:1, 6:3           |
| 4.  | 6. April 2013      | Jackson          | ITF $25.000 | Sand              | Angelique van der Meet  | María Fernanda Álvarez Terán Verónica Cepede Royg | 6:3, 6:4           |
| 5.  | 15. November 2013  | Minsk            | ITF $25.000 | Hartplatz (Halle) | Aljaksandra Sasnowitsch | Anna Danilina Olga Doroschina                     | 7:63, 6:0          |
| 6.  | 20. April 2014     | Dothan           | ITF $50.000 | Sand              | Anett Kontaveit         | Shelby Rogers Olivia Rogowska                     | 6:1, 5:7, [10:5]   |
| 7.  | 20. Juni 2014      | Minsk            | ITF $25.000 | Sand              | Irina Chromatschowa     | Lidsija Marosawa Swjatlana Piraschenka            | 7:5, 6:0           |
| 8.  | 22. August 2014    | Sankt Petersburg | ITF $25.000 | Sand              | Witalija Djatschenko    | Natela Dsalamidse Anastassija Piwowarowa          | 6:1, 6:3           |
| 9.  | 14. November 2014  | Minsk            | ITF $25.000 | Hartplatz (Halle) | Lidsija Marosawa        | Olga Doroschina Sopia Schapatawa                  | 6:3, 6:4           |
| 10. | 28. August 2015    | Bagnatica        | ITF $15.000 | Sand              | Anastasia Grymalska     | Alice Balducci Sherazad Reix                      | 6:4, 6:2           |
| 11. | 17. Januar 2016    | Hammamet         | ITF $10.000 | Sand              | Corinna Dentoni         | Petra Januskova Angelica Moratelli                | 7:62, 5:7, [10:5]  |
| 12. | 23. Januar 2016    | Hammamet         | ITF $10.000 | Sand              | Anastasia Grymalska     | Petra Januskova Angelica Moratelli                | 7:65, 6:1          |
| 13. | 22. April 2016     | Schymkent        | ITF $10.000 | Sand              | Swjatlana Piraschenka   | Anastassija Frolowa Kamila Kerimbajewa            | 4:6, 7:64, [10:8]  |
| 14. | 29. April 2016     | Schymkent        | ITF $10.000 | Sand              | Swjatlana Piraschenka   | Anastassija Frolowa Kamila Kerimbajewa            | 6:3, 6:4           |
| 15. | 10. September 2016 | Butscha          | ITF $10.000 | Sand              | Hanna Posnichirenko     | Weronika Kapschaj Anastassija Schoschyna          | 6:3, 6:2           |
| 16. | 5. Februar 2017    | Grenoble         | ITF $25.000 | Hartplatz (Halle) | Tereza Smitková         | Alexandra Cadanțu Cornelia Lister                 | 6:1, 7:5           |
| 17. | 3. März 2017       | Mâcon            | ITF $15.000 | Hartplatz (Halle) | Diāna Marcinkēviča      | Alice Matteucci Camilla Rosatello                 | 6:75, 7:61, [10:4] |
| 18. | 17. März 2017      | Gonesse          | ITF $15.000 | Sand (Halle)      | Diāna Marcinkēviča      | Hanna Posnichirenko Jekaterina Jaschina           | 6:1, 6:4           |
| 19. | 15. April 2017     | Schymkent        | ITF $15.000 | Sand              | Jana Sisikowa           | Anastassija Gassanowa Anastassija Pribylowa       | 6:4, 6:1           |
| 20. | 21. April 2017     | Schymkent        | ITF $15.000 | Sand              | Jana Sisikowa           | Weronika Kapschaj Alexandra Perper                | 7:62, 6:1          |
| 21. | 16. Juni 2017      | Minsk            | ITF $15.000 | Sand              | Darja Kruschkowa        | Wiktoryja Mun Wera Sakalouskaja                   | 6:0, 6:3           |
| 22. | 12. August 2017    | Moskau           | ITF $15.000 | Sand              | Iryna Schymanowitsch    | Elina Awanessjan Avelina Sayfetdinova             | 6:4, 6:4           |
| 23. | 19. August 2017    | Moskau           | ITF $15.000 | Sand              | Iryna Schymanowitsch    | Aleksandra Kuznetsova Sofja Lansere               | 6:2, 6:0           |
| 24. | 27. Januar 2018    | Wesley Chapel    | ITF $25.000 | Sand              | Ulrikke Eikeri          | Hsu Ching-wen Zheng Wushuang                      | 6:2, 6:3           |
| 25. | 28. April 2018     | Antalya          | ITF $15.000 | Sand              | Kateřina Vaňková        | Magdaléna Pantůčková Eliessa Vanlangendonck       | 7:5, 6:0           |
| 26. | 5. Mai 2018        | Antalya          | ITF $15.000 | Sand              | Haruna Arakawa          | Ni Ma Zhuoma Zhuoma Youmi                         | kampflos           |
| 27. | 12. Mai 2018       | Antalya          | ITF $15.000 | Sand              | Haruna Arakawa          | Alexandra Diana Braga Oana Georgeta Simion        | 6:1, 6:0           |
| 28. | 1. Juni 2018       | Andijan          | ITF $25.000 | Hartplatz         | Iryna Schymanowitsch    | Anastassija Gassanowa Jekaterina Jaschina         | 6:4, 6:4           |
| 29. | 8. November 2018   | Minsk            | ITF $25.000 | Hartplatz (Halle) | Iryna Schymanowitsch    | Polina Monowa Jana Sisikowa                       | 6:3, 7:63          |